# فرودگاه وندل اچ فورد
فرودگاه وندل اچ فورد (به انگلیسی: Wendell H. Ford Airport) یک فرودگاه همگانی باربری است که یک باند فرود آسفالت دارد و طول باند آن ۱۶۷۶ متر است. این فرودگاه در کشور ایالات متحده آمریکا قرار دارد و در ارتفاع ۳۸۲ متری از سطح دریا واقع شده‌است.